# Вангунки

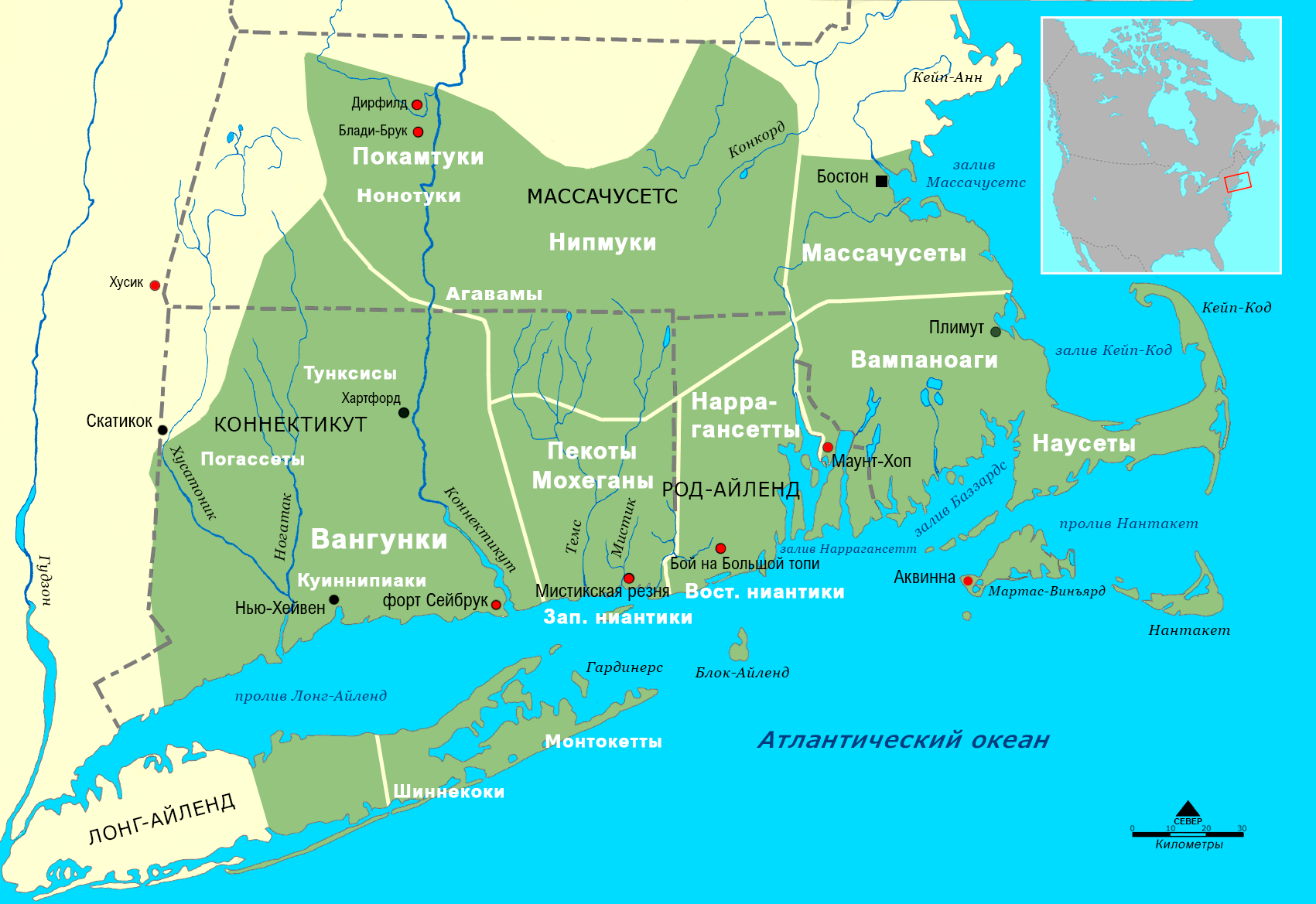
Традиционная территория вангунков и соседних племён

Вангунки (англ. Wangunk), ранее известные как маттабессетты (англ. Mattabessett) — алгонкиноязычное индейское племя, которое на ранней стадии европейской колонизации Северной Америки населяло центральную часть современного американского штата Коннектикут. Говорили на языке куирипи, который являлся частью большой алгонкинской языковой семьи. Сегодня вангунки не существуют как этническое сообщество.

## История
Первый известный контакт вангунков с европейцами произошёл в 1614 году с торговцами из Голландской Ост-Индской компании. Близость вангунков к реке Коннектикут сделала их родину желанной для европейских торговцев пушниной, что привело к конфликтам с более многочисленными пекотами из-за этой территории. Вангунки вступили в союз с наррагансеттами и обратился к английским колонистам в качестве защитной стратегии против пекотов.
Первыми, кто установил постоянное европейское присутствие на территории вангунков, были голландцы. В 1633 году Вест-Индская компания приобрела землю в Сукиоге, чтобы построить укреплённый торговый пост. За этим быстро последовали английские поселения в Матианаке (Виндзор) в 1633 году, Пикваге (Уэзерсфилд) в 1634 году и Сакигоге (Хартфорд) в 1636 году. После основания Миддлтауна в 1650 году колониальные власти Коннектикута зарезервировали около 1,4 км² (350 акров) земли на восточном берегу реки Коннектикут для племени. Резервация оставалась неопределённой до 1673 года, когда 13 наследников вождя Соухейджа подписали договор, согласно которому были созданы два участка: один площадью 50 акров в Индиан-Хилле, а другой площадью 250 акров на возвышенности, на восточном берегу реки Коннектикут. Рядом с резервацией на восточном берегу реки Коннектикут, отдельные семьи вангунков владели собственными участками площадью 9 акров. Создание резервации нанесло экономический ущерб вангункам, которым требовалась большая площадь земли для ведения традиционного сельского хозяйства и охоты. Отсутствие экономических возможностей привело к бедности и долгам.
Во время войны Короля Филипа племя сохраняло нейтралитет. После окончания войны некоторые вангунки вынуждены были продать землю английским колонистам, часто для уплаты долгов. Английское население Миддлтауна росло, и в конце XVI века колонисты начали строить дома рядом с резервацией племени. К 1713 году вангунки были вынуждены уступить часть своей резервации Маттабессетт, которая находилась уже в центре Миддлтауна. Постепенно, племя продало остатки своих земель. Последний участок земли резервации был продан где-то между 1772 и 1784 годами. Большая часть племени присоединилась к родственным тунксисам в Фармингтоне, некоторые — к мохеганам и куиннипиакам. Несмотря на это, вангунки сохраняли своё самосознание.
В конце XVIII века многие оставшиеся вангунки мигрировали вместе с тунксисами в резервацию племени онайда, где они присоединились к другим молящимся индейцам. Некоторые ныне живущие люди идентифицируют себя, как имеющие родословную вангунков, однако не существует политической организации племени, которая была бы признана штатом Коннектикут или Бюро по делам индейцев.